# Irene Espínola
Irene Espínola (n. 19 decembrie 1992, în Almuñécar) este o fostă handbalistă din Spania care a  evoluat pe postul de intermediar dreapta. Ultima oară a jucat pentru clubul românesc CS Rapid București. De asemenea, a fost componentă a echipa națională a Spaniei.
Espínola a evoluat pentru naționala de handbal feminin a Spaniei la Campionatul Mondial din Spania 2021 și Campionatul European din Slovenia, Macedonia și Muntenegru 2022. Irene Espínola a participat, împreună cu selecționata Spaniei, la Campionatul Mondial Universitar Spania 2016 unde aceasta a câștigat medaliile de aur.

## Palmares
- Campionatul Mondial Universitar:
  -  Câștigătoare: 2016

- Liga Campionilor:
  - Sfertfinalistă: 2023
  - Calificări: 2011, 2012

- Cupa Cupelor:
  - Turul 3: 2012

- Cupa EHF:
  -  Finalistă: 2010
  - Turul 3: 2011

- Cupa Challenge:
  - Turul 3: 2017

- Campionatul Spaniei:
  -  Medalie de argint: 2010, 2011

- Cupa Reginei:
  -  Finalistă: 2011

- Supercupa Spaniei:
  -  Finalistă: 2012

- Liga Națională:
  -  Medalie de argint: 2023

- Supercupa României:
  -  Finalistă: 2022